# Петров Михайло Петрович
Петров Михайло Петрович (8 (21) листопада 1905, с. Монашево, Кураковська волость, Вятської губернії — 29 листопада 1955, Іжевськ, УАССР) — радянський удмуртський письменник, поет, перекладач. У своїй творчості стосувався тематики Червоної Армії, «Мултанскої справи» (роман «Старий Мултан»), села і її колективізації. Вивчав і обробляв усно-поетичну творчість удмуртського народу. Нагороджений орденами «Знак Пошани» і Трудового Червоного Прапора, а також орденом Червоної Зірки і медалями.
Народився в бідній родині. У дитинстві постійно стикався з убогістю, горем і свавіллям царської влади щодо удмуртів. З приходом радянської влади Петров стає активним діячем перетворення села відповідно до планів соціалізму. У 1921 році Петров влаштовується на роботу в повітком партії міста Можга, попутно і активно займаючись самоосвітою і читанням книг. Згодом Петров закінчує обласну партшколу, а потім вчиться в школі командного складу, закінчивши яку служить в частинах ГПУ. Член КПРС з 1926 року. Письменник раптово помер 29 жовтня 1955 року в Іжевську.